# Formule de Hadjicostas-Chapman
En mathématiques, la formule de Hadjicostas-Chapman (ou formule de Hadjicostas) est une formule reliant une certaine double intégrale aux valeurs de la fonction gamma et de la fonction zêta de Riemann. Elle est nommée d'après Petros Hadjicostas qui l'a conjecturée et Robin Chapman qui l'a prouvée. 

## Énoncé
Soit un nombre complexe {\displaystyle s\neq -1} tel que {\displaystyle \operatorname {Re} (s)>-2}. On a alors 
Ici, {\textstyle \Gamma } désigne la fonction gamma et {\textstyle \zeta } est la fonction zêta de Riemann. 

## Contexte
Le premier exemple de la formule a été prouvé et utilisé par Frits Beukers (en) dans son article de 1978 donnant une preuve alternative du théorème d'Apéry. Il a prouvé la formule lorsque s = 0, et a prouvé une formulation équivalente pour le cas s = 1. Cela a conduit Petros Hadjicostas à conjecturer la formule ci-dessus en 2004 et en une semaine, elle avait été prouvée par Robin Chapman. Il a prouvé que la formule est vraie lorsque Re(s) > –1, puis a étendu le résultat par suite analytique pour obtenir le résultat complet. 

## Cas particuliers
Outre les deux cas utilisés par Beukers pour obtenir des expressions alternatives pour ζ(2) et ζ(3), la formule peut être utilisée pour exprimer la constante d'Euler-Mascheroni comme une intégrale double en faisant s tendre vers –1 : 
Cette dernière formule a été découverte pour la première fois par Jonathan Sondow et elle est mentionnée dans le titre de l'article de Hadjicostas.

## Voir également
- (en) K. H. Pilehrood et T. H. Pilehrood, « Vacca-type series for values of the generalized-Euler-constant function and its derivative », J. Integer Seq., vol. 13, no 7,‎ 2010 (arXiv 0808.0410)
- (en) J. Sondow, « Double integrals for Euler's constant and ln 4/π and an analog of Hadjicostas's formula », American Mathematical Monthly, vol. 112,‎ 2005, p. 61-65 (DOI 10.2307/30037385, arXiv math.CA/0211148)
- (en) Jonathan Sondow et Hadjicostas, « The generalized-Euler-constant function γ(z) and a generalization of Somos's quadratic recurrence constant », Journal of Mathematical Analysis and Applications (en), vol. 332,‎ 2008, p. 292-314 (DOI 10.1016/j.jmaa.2006.09.081, arXiv math/0610499)